# Pyramica creightoni
Pyramica creightoni är en myrart som först beskrevs av Smith 1931.  Pyramica creightoni ingår i släktet Pyramica och familjen myror. Inga underarter finns listade i Catalogue of Life.

## Bildgalleri